# Smilde
Smilde est un village situé dans la commune néerlandaise de Midden-Drenthe, dans la province de Drenthe.
Le 1er janvier 1998, l'ancienne commune indépendante de Smilde a fusionné avec Beilen et Westerbork pour former la nouvelle commune de Midden-Drenthe.